# Jordi Aligué Bonvehí
Jordi Aligué Bonvehí (10 de gener de 1953, barri del Clot, Barcelona) és un artista, fotògraf, professor i escriptor català. Viu i treballa a Cardedeu. Artista autodidacta, interdisciplinari i investigador, ha publicat quatre llibres de poesia i un de prosa, més tres audiollibres musicats on recita els seus poemes.
Durant la seva llarga trajectòria ha mostrat la seva obra a Catalunya, Espanya, França, Itàlia, Regne Unit, Japó i Suècia i ha participat en les fires d'art de: Arco, Bari, Basilea, Barcelona, Bolonya i Londres. Ha format part del col·lectiu «Esclat Gris 80» i de la direcció i coordinació de l'espai d'art "Artual" de Barcelona. També va ser editor de la col·lecció d'obra gràfica "Petjades d'Art", ha format part de la direcció de l'associació cultural "Besllum", fou codirector del projecte "Cardedeu amb l'Art Vigent" (2000 - 2008) i actualment és director artístic de Vallgrassa, Centre Experimental de les Arts al Parc del Garraf.
Des de febrer de 2014 regenta el centre "L'estació és allà...espai per les arts i les lletres" de Cardedeu, junt amb l'Anna Bellvehí, on és professor de dibuix, pintura i gravat. També és comissari de les exposicions d'art que hi acull.

## Publicacions
Poesia
- Constructora de somnis, pròleg de Mercè Alsina.
- La mà a l'ombra, pròleg de José Carlos Cataño i dibuixos de Carles Hac Mor.
- El Sot de l'Om, pròleg de Carles Hac Mor i Ester Xargay.
- Arran de Joan Vinyoli, pròleg i dibuixos de Carles Hac Mor. Se'n va fer una adaptació teatral.[7]

Prosa
- teatre?, pròleg de Ester Xargay i dibuixos de Pep Fajardo.

Audiollibres
- De ben a prop, amb música d'Arturo Blasco i veu d'Ester Xargai, on es repasen els poemes d'Aligué. El llibret conté images de l'obra plàstica de l'artista (2007).[8]
- Llenguatges entrecreuats, on recita els seus poemes i dialoga amb la música del compositor i guitarrista Arturo Blasco (2009).[9]
- Edició d'un CD que acompanya el llibre Arran de Joan Vinyoli recitats pel mateix autor i l'actriu Gemma Reguant amb música del compositor i guitarrista Arturo Blasco.